# WildMed, el último bosque mediterráneo
WildMed, el último bosque mediterráneo es una película de cine de naturaleza española dirigida por Arturo Menor Campillo.
Hasta la fecha, esta película ha sido doblada a más de veinte idiomas y ha sido emitida en más de cien países a través de National Geographic y Discovery Channel. Se estrenó mundialmente en el Festival Internacional de Cine de Naturaleza de Vaasa (Finlandia). En España se estrenó comercialmente en los cines Callao de Madrid. el 24 de noviembre de 2014.
Es una de las películas de cine de naturaleza más premiadas de la historia del séptimo arte español.
Fue rodada principalmente en Sierra Morena. Muestra la fauna y la flora de este espacio natural, dando especial relevancia a las especies más emblemáticas del bosque mediterráneo como el lince ibérico y el lobo.

## Premios
- Premio a la Mejor Película de Gran Impacto en el Festival de Cine de Naturaleza de Vaasa (Finlandia) por WildMed, el último bosque mediterráneo (2014).[5]
- Grand Prix del Wold of Knowledge International Film Festival, de San Petersburgo (Rusia), por WildMed, el último bosque mediterráneo (2014).[6]
- Premio Prismas a la mejor película de divulgación científica otorgado por los Museos Científicos Coruñeses, por WildMed, el último bosque mediterráneo (2014).[7]
- Gran Premio a la mejor película de la Bienal Internacional de Cine Científico, por WildMed, el último bosque mediterráneo (2014).[8]
- Mejor Director Novel en el Festival de Cine de Naturaleza de Japón, por WildMed, el último bosque mediterráneo (2015).[9]
- Mejor Película de Naturaleza en Vuelo. Festival Internacional de Cine del Aire (España), por WildMed, el último bosque mediterráneo (2017).[10]